# Il treno di Topolino
Il treno di Topolino (Mickey's Choo-Choo) è il titolo del decimo cortometraggio di Topolino, uscito il 26 giugno 1929.

## Trama
Topolino è un ferroviere alla guida di una simpatica e buffa locomotiva; poco dopo arriva Minnie che si mette a suonare il volino mentre Topolino balla sulla ferrovia della stazione.
Il balletto si sposta sopra un vagone del treno che parte danzando anche lui, ma perde il controllo e il vagone dov'è Minnie si stacca e Topolino è costretto ad inseguirlo per riattaccarlo agli altri scompartimenti.
Alla fine tutto si conclude per il meglio.